# Буэнависта (Бояка)
Буэнависта (исп. Buenavista) — город и муниципалитет в центральной части Колумбии, на территории департамента Бояка. Входит в состав Западной провинции.

## История
Поселение, из которого позднее вырос город, было основано 9 февраля 1822 года.

## Географическое положение

Муниципалитет Буэнависта

Город расположен в западной части департамента, в гористой местности Восточной Кордильеры, на расстоянии приблизительно 63 километров к западу от города Тунха, административного центра департамента. Абсолютная высота — 2300 метров над уровнем моря.
Муниципалитет Буэнависта граничит на севере с территорией муниципалитета Марипи, на западе и юго-западе — с муниципалитетом Копер, на северо-востоке — с муниципалитетом Кальдас, на востоке и юго-востоке — с территорией департамента Кундинамарка. Площадь муниципалитета составляет 125 км².

## Население
По данным Национального административного департамента статистики Колумбии, совокупная численность населения города и муниципалитета в 2015 году составляла 5789 человек.
Динамика численности населения муниципалитета по годам:
| 2005 | 2006 | 2007 | 2008 | 2009 | 2010 | 2011 | 2012 | 2013 | 2014 | 2015 |
| ---- | ---- | ---- | ---- | ---- | ---- | ---- | ---- | ---- | ---- | ---- |
| 5889 | 5881 | 5872 | 5863 | 5854 | 5844 | 5834 | 5823 | 5812 | 5801 | 5789 |

Согласно данным переписи 2005 года мужчины составляли 53 % от населения Буэнависты, женщины — соответственно 47 %. В расовом отношении белые и метисы составляли 99,8 % от населения города; негры, мулаты и райсальцы — 0,2 %.
Уровень грамотности среди всего населения составлял 81,4 %.

## Экономика
Основу экономики Буэнависты составляет сельское хозяйство.

61,3 % от общего числа городских и муниципальных предприятий составляют предприятия торговой сферы, 36,3 % — предприятия сферы обслуживания, 1,6 % — промышленные предприятия, 0,8 % — предприятия иных отраслей экономики.